# The Tracker (film)
Pour les articles homonymes, voir The Tracker.
Pour plus de détails, voir Fiche technique et Distribution.
The Tracker est un film australien réalisé par Rolf de Heer, sorti en 2002.

## Synopsis
En 1922 dans l'outback australien, trois hommes blancs (le fanatique, le suiveur et le vétéran) utilisent les aptitudes d'un traqueur aborigène pour pourchasser un autre aborigène accusé du meurtre d'une femme blanche.

## Fiche technique
- Titre français : The Tracker
- Réalisation : Rolf de Heer
- Scénario : Rolf de Heer
- Pays d'origine : Australie
- Format : Couleurs - 35 mm - 2,35:1 - Dolby Digital
- Genre : drame, historique
- Durée : 90 minutes
- Date de sortie : 2002

## Distribution
- David Gulpilil : le traqueur
- Gary Sweet : le fanatique
- Damon Gameau : le suiveur
- Grant Page : le vétéran
- Noel Wilton : le fugitif